# Ratolí marsupial de cua emplomallada
El ratolí marsupial de cua emplomallada (Phascogale tapaotafa) és un marsupial carnívor arborícola de la mida d'una rata. Pertany a la família dels dasiúrids i es caracteritza per un floc de llargs i sedosos pèls negres a la part final de la cua. Els mascles no viuen més d'un any, car moren després de reproduir-se.